# Erebia privata
Erebia privata är en fjärilsart som beskrevs av Curt Eisner 1946. Erebia privata ingår i släktet Erebia och familjen praktfjärilar. Inga underarter finns listade i Catalogue of Life.